# 棕树斜街
39°53′33″N 116°23′33″E / 39.8925438°N 116.3924273°E
棕树斜街是位于北京市西城区南部的一条胡同，也是八大胡同之一。

## 简介
棕树斜街东北起自大力胡同，西南到石头胡同。该街的名称起得比较牵强附会，街中既未栽种棕树，又和旧地名不谐音。清朝乾隆《京城全图》上记为“王寡妇斜街”，可能是历史上居住过王姓孀妇，故得名。清朝光绪年间刊印的《京师坊巷志稿》用谐音，将王寡妇斜街改称“王广福斜街”。徐珂《清稗类钞》地理类中有京师王广福斜街条：“京师有王广福斜街，始人竞称为王寡妇斜街，后则易为王广福三字，地名稍雅，而失其真矣。此与麻状元胡同可以作对。”1965年北京市整顿地名，将广福巷、口袋胡同并入，改名为“棕树斜街”。
棕树斜街与附近的杨梅竹斜街、櫻桃斜街、铁树斜街（原名李铁拐斜街）都是人走出来的。元朝灭金朝后，元朝政府放弃金中都城，在金中都城东北面另建元大都城。金中都城的施仁门（位于今虎坊桥西侧）内的丁字街（位于今菜市口附近）是一个繁华市场。新建的元大都城的商业尚没有发展起来，所以大都城内的百姓很多都到中都城购买所需物品。出大都城丽正门（今正阳门）向西南到丁字街，逐渐被百姓们走出一条从东北向西南的道路，便是这些斜街的来历。
街中有山西汾阳会馆、江西新建会馆。该街在1949年以前，是北京有名的妓院集中区，属于“八大胡同”之一。街上店铺也比较多，有桃园坤书社、德源居饭馆、庆春园饭馆、一品香浴池、卫生池浴池等等，这些店铺都是为妓院及嫖客服务的。